# Elemuxil
Elemuxil är en ort i Mexiko.   Den ligger i kommunen Chilón och delstaten Chiapas, i den sydöstra delen av landet, 800 km öster om huvudstaden Mexico City. Elemuxil ligger 949 meter över havet och antalet invånare är 155.
Terrängen runt Elemuxil är kuperad. Runt Elemuxil är det glesbefolkat, med 16 invånare per kvadratkilometer. Närmaste större samhälle är Ocosingo, 19,1 km sydost om Elemuxil. I omgivningarna runt Elemuxil växer i huvudsak städsegrön lövskog.